# Xanthangummi
Xanthangummi (E-415) er polysakkarider med mange industrielle anvendelser, herunder som et almindeligt tilsætningsstof i fødevarer. Det er effektivt som fortykningsmiddel og stabilisator for at forhindre, at ingredienserne adskilles. Den kan fremstilles ud fra simple sukkerarter, der bruger en fermenteringsproces, og navnet er hentet fra de anvendte bakterier, Xanthomonas campestris.
Xanthangummi hjælper med at skabe den ønskede tekstur i mange typer af flødeis. Også tandpasta indeholder ofte xanthangummi som et bindemiddel for at holde produktet ensartet. 
Xanthangummi benyttes ofte som fortykningsmiddel i stedet for æg, for at erstatte fedt og emulgatorer, der findes i æggeblommer. 
Ved glutenfri bagning anvendes xanthangummi til at give dejen eller dej den klæbrighed, der ellers ville opnås med gluten. I de fleste fødevarer anvendes den i koncentrationer på 0,5% eller mindre. 
Xanthangummi anvendes i vidtrækkende fødevareprodukter, såsom saucer og dressinger, kød og fjerkræprodukter, bageriprodukter, konfektureprodukter, drikkevarer, mejeriprodukter og andre.
Næringsstoffer, der anvendes til fremstilling af xanthangummi, kan stamme fra en række afgrøder, hvoraf nogle er kendte allergener, såsom hvede eller soja.
Der er mange erstatninger til xanthangummi, når de anvendes til bagning, såsom guargummi og Johannesbrødkernemel.